# Liste der Wappen im Landkreis Oder-Spree
Diese Liste zeigt die Wappen der Ämter, Städte und Gemeinden sowie Wappen von ehemals selbständigen Gemeinden und aufgelösten Landkreisen im Landkreis Oder-Spree in Brandenburg.

## Landkreis
| Landkreis  | Wappen                            | Kommentare |
| ---------- | --------------------------------- | --- |
| Oder-Spree | Wappen des Landkreises Oder-Spree | Genehmigt am 23. Februar 1996 durch den Innenminister des Landes Brandenburg. „Gevierteilt; oben vorn in Gold zwei gekreuzte rote Bootshaken oben bewinkelt von einem sechsstrahligen roten Stern, hinten in Schwarz ein rot-silber geschachter Schräglinksbalken; unten vorn in Rot drei mit den Spitzen nach außen gekehrte, auf dem Rücken liegende silberne Sensenklingen übereinander, hinten in Gold eine fünfendige rote Hirschstange.“ |

## Ämter
| Amt                  | Wappen | Kommentare |
| -------------------- | ------ | --- |
| Brieskow-Finkenheerd |        | Das Amt Brieskow-Finkenheerd führt kein eigenes Wappen. Die Hauptsatzung des Amtes Brieskow-Finkenheerd führt lediglich das Dienstsiegel. Dieses zeigt in waagerechter Anordnung die Inschrift „AMT / BRIESKOW-FINKENHEERD / LANDKREIS ODER-SPREE“.                                 |
| Neuzelle             |        | Der Amtsausschuss des Amtes Neuzelle hat in seiner Sitzung am 25. November 2024 Wappen, Flagge und Dienstsiegel in seine Hauptsatzung aufgenommen.: „In Gold ein grüner Dreiberg, belegt mit einem silbernen Kleeblattkreuz. Darüber ein blauer Wellenbalken.“                      |
| Odervorland          |        | Das Amt Odervorland führt kein eigenes Wappen. Die Hauptsatzung des Amtes Odervorland führt lediglich das Dienstsiegel mit dem Landeswappen als Siegelbild. |
| Scharmützelsee       |        | Genehmigt am 2. März 2009 durch den Innenminister des Landes Brandenburg: „In Grün eine aus einem oben golden gesäumten Wellenschildfuß wachsende goldene Eiche mit fünf Blättern und vier Eicheln.“                                                                                |
| Schlaubetal          |        | Genehmigt am 4. September 1997 durch den Innenminister des Landes Brandenburg; Entwurf Uwe Reipert: „Gespalten und halb geteilt von Grün, Schwarz und Gold, vorne ein mäanderförmiger Wellenpfahl, hinten oben ein goldenes Mühlrad und unten ein grüner Eichenzweig mit Früchten.“ |
| Spreenhagen          |        | Das Amt Spreenhagen führt kein eigenes Wappen. Die Hauptsatzung des Amtes Spreenhagen führt lediglich das Dienstsiegel mit dem Landeswappen als Siegelbild. |

## Städte und Gemeinden
Folgende Gemeinden führen kein Wappen:
| - Bad Saarow (Zarow) - Diensdorf-Radlow (Dimšojce-Radłow) - Gosen-Neu Zittau | - Jacobsdorf - Lawitz - Neißemünde - Ragow-Merz | - Reichenwalde (Rychwałt) - Spreenhagen - Tauche - Woltersdorf |

| Stadt oder Gemeinde         | Wappen | Kommentare |
| --------------------------- | ------ | --- |
| Kreisstadt Beeskow (Bezkow) |        | Genehmigt am 15. März 1997 durch den Innenminister des Landes Brandenburg. Belegt wird dieses Wappen im Brandenburgischen Landeshauptarchiv an besiegelten Urkunden aus den Jahren 1534 und 1540: „In Rot ein spitzbedachtes, mit vier Fialen verziertes und zwei übereinandergestellten Öffnungen versehenen gotisches Portal, belegt mit zwei schräg gegeneinander gestellten Schilden. Vorn in Rot drei übereinanderliegende silberne Sensenklingen (mit der Schneide nach oben gekehrt); hinten in Gold eine rote, nach rechts gebogene, fünfendige Hirschstange.“ |
| Gemeinde Berkenbrück        |        | Angenommen von der Gemeindevertretung Berkenbrück am 17. Oktober 2023: „Im von Grün und Blau durch einen nach oben gebogenen, verschmälerten silbernen Balken erniedrigt geteilten Schild oben vor einer goldenen Getreidegarbe, aus der oben fünf Getreideähren hervorkommen, schräggekreuzt eine silberne Sense und eine silberne Harke, unten ein silberner Fisch.“ |

- Gemeinde
Briesen (Mark)[25]
- Gemeinde
Brieskow-Finkenheerd[26]
- Stadt
Eisenhüttenstadt[27]
- Stadt
Erkner[28]
- Stadt
Friedland[29]
- Stadt
Fürstenwalde/Spree[30]
- Gemeinde
Groß Lindow[31]
- Gemeinde
Grünheide (Mark)[32]
- Gemeinde
Grunow-Dammendorf[33]
- Gemeinde
Langewahl (Ławjele)[34]
- Gemeinde
Mixdorf[35]
- Stadt
Müllrose (Miłoraz)[36]
- Gemeinde
Neuzelle[37]
- Gemeinde
Rauen[38]
- Gemeinde
Rietz-Neuendorf[39]
- Gemeinde
Schlaubetal[40]
- Gemeinde
Schöneiche bei Berlin[41]
- Gemeinde
Siehdichum[42]
- Gemeinde
Steinhöfel[43]
- Stadt
Storkow (Mark)[44]
- Gemeinde
Vogelsang[45]
- Gemeinde
Wendisch Rietz (Rěc)[46]
- Gemeinde
Wiesenau (Łuka)[47]
- Gemeinde
Ziltendorf[48]

## Ehemalige Städte und Gemeinden

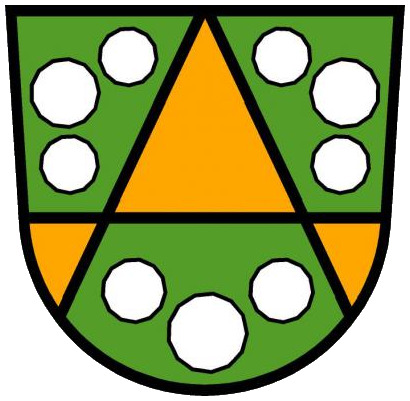
Gemeinde Steinhöfel Ortsteil Arensdorf
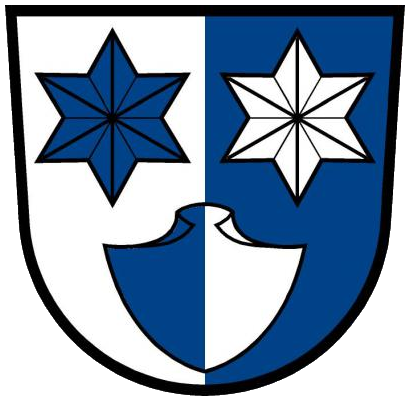
Gemeinde Steinhöfel Ortsteil Beerfelde
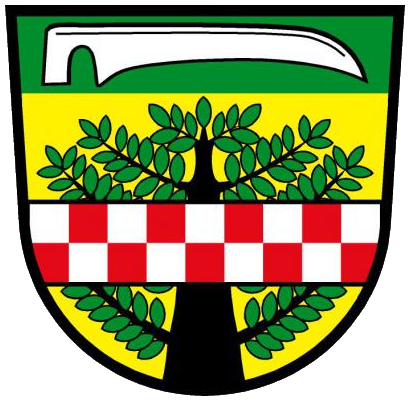
Gemeinde Steinhöfel Ortsteil Buchholz
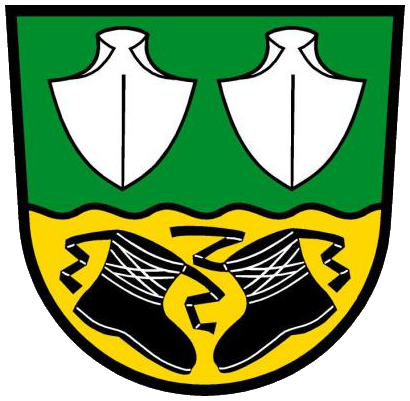
Gemeinde Steinhöfel Ortsteil Demnitz
Gemeinde Steinhöfel Ortsteil Hasenfelde
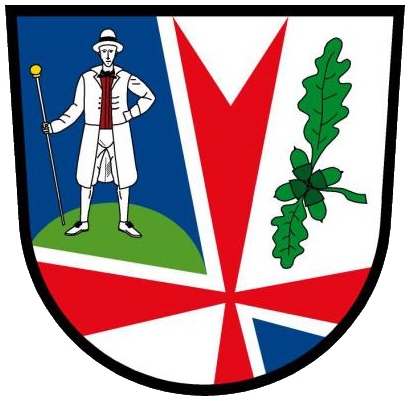
Gemeinde Steinhöfel Ortsteil Heinersdorf
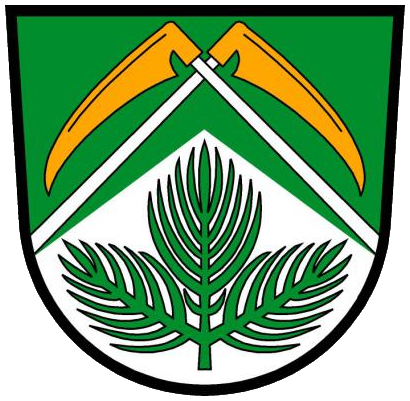
Gemeinde Steinhöfel Ortsteil Jänickendorf

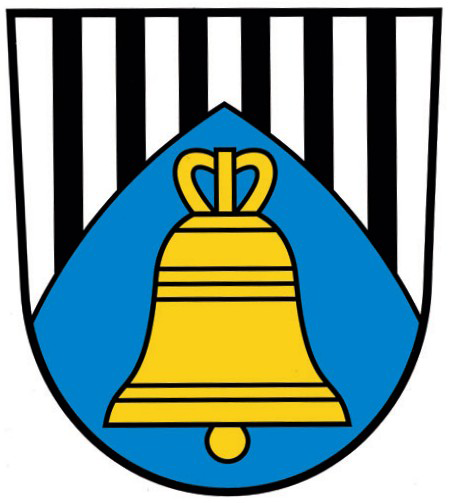
Gemeinde Grünheide (Mark) Ortsteil Kagel
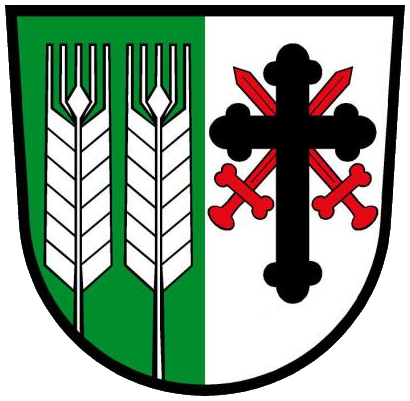
Gemeinde Steinhöfel Ortsteil Schönfelde
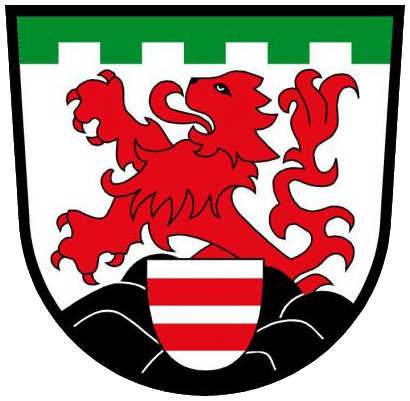
Gemeinde Steinhöfel Ortsteil Steinhöfel
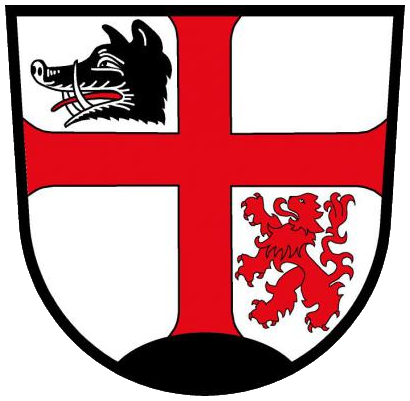
Gemeinde Steinhöfel Ortsteil Tempelberg
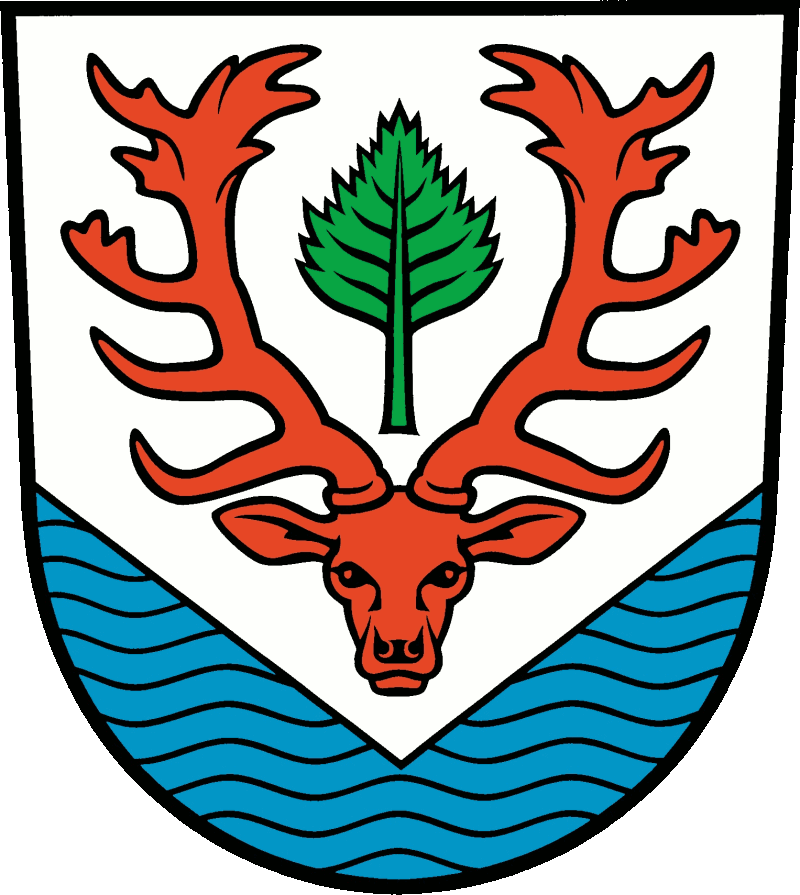
Gemeinde Grünheide (Mark)
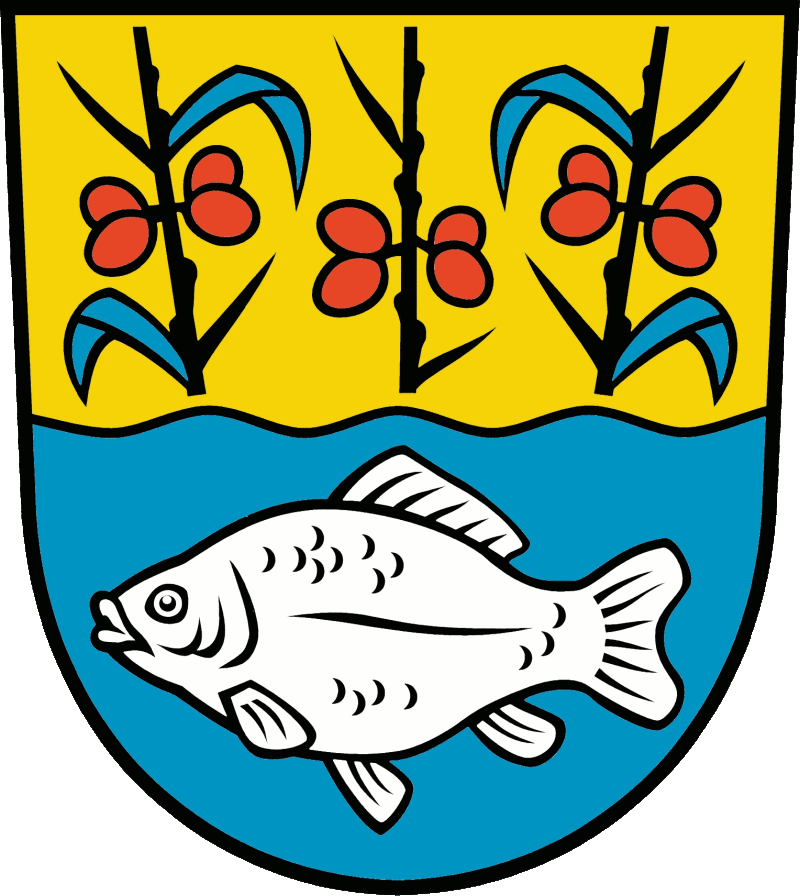
Gemeinde Brieskow-Finkenheerd
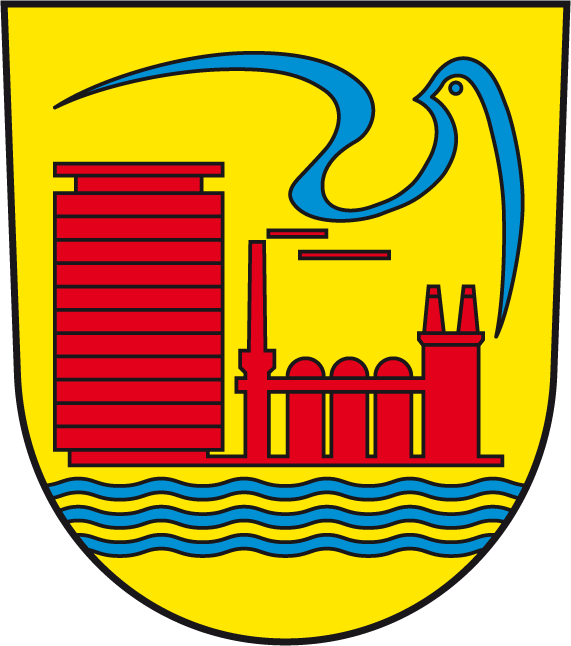
Stadt Eisenhüttenstadt
Stadt Erkner
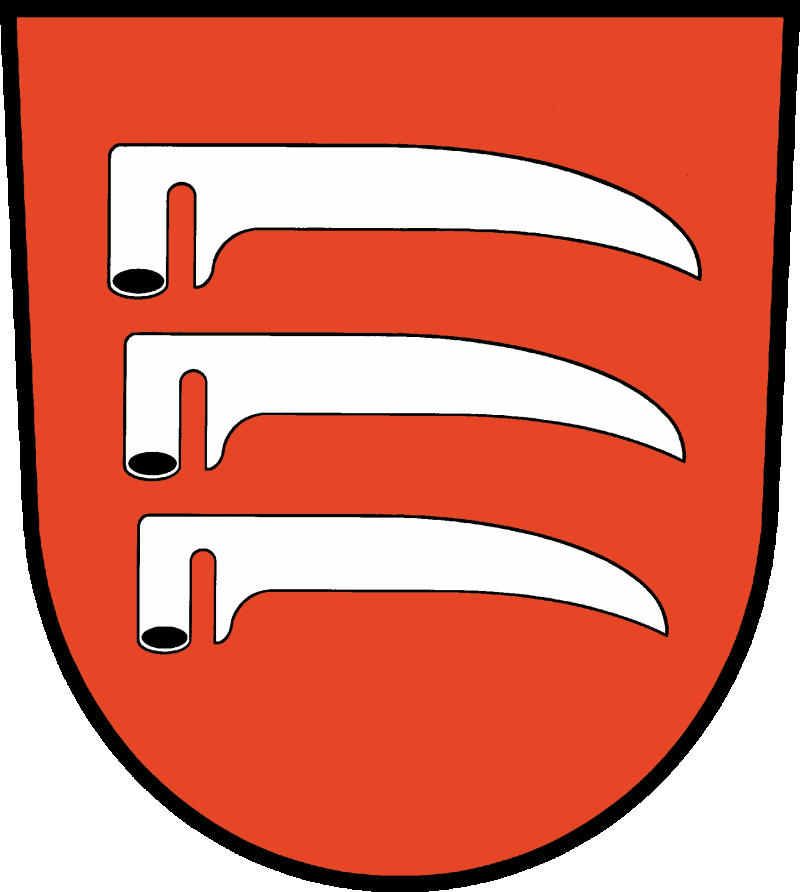
Stadt Friedland
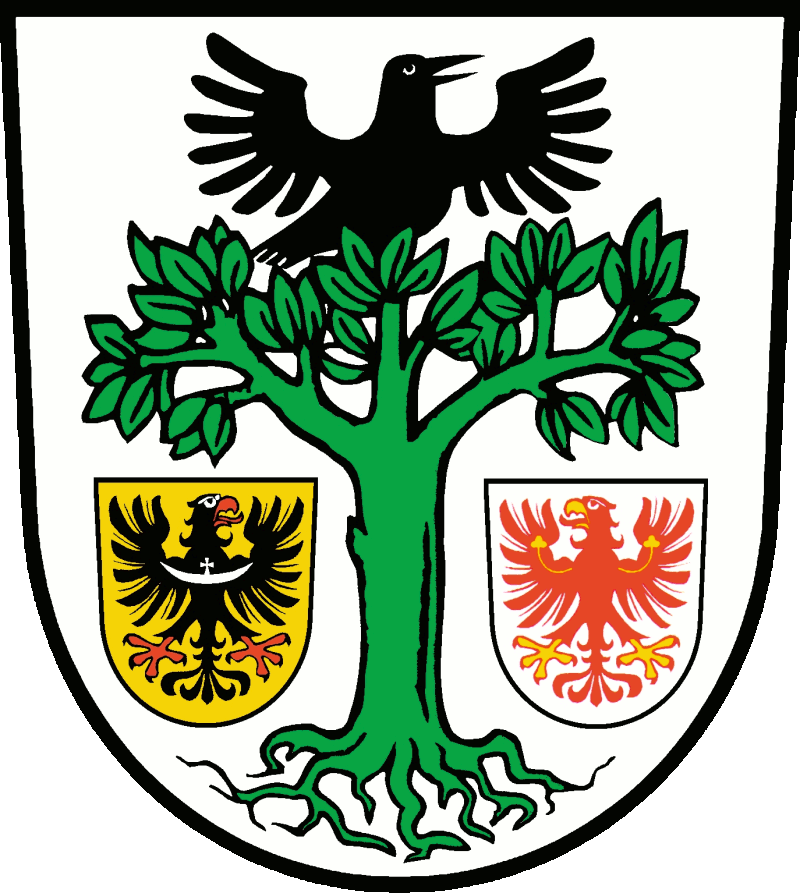
Stadt Fürstenwalde/Spree
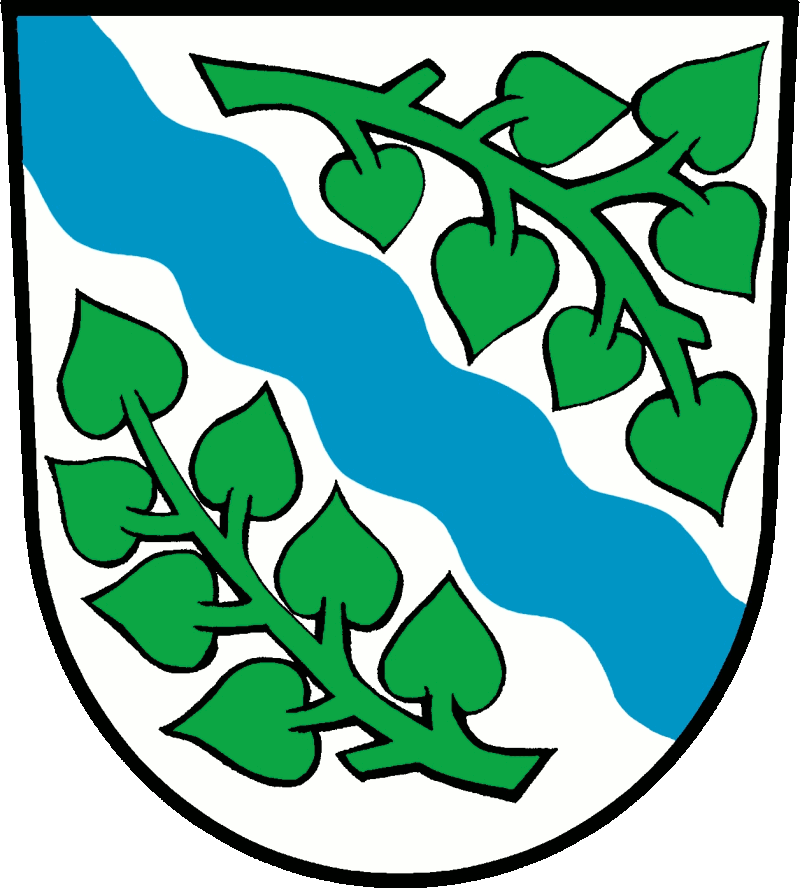
Gemeinde Groß Lindow
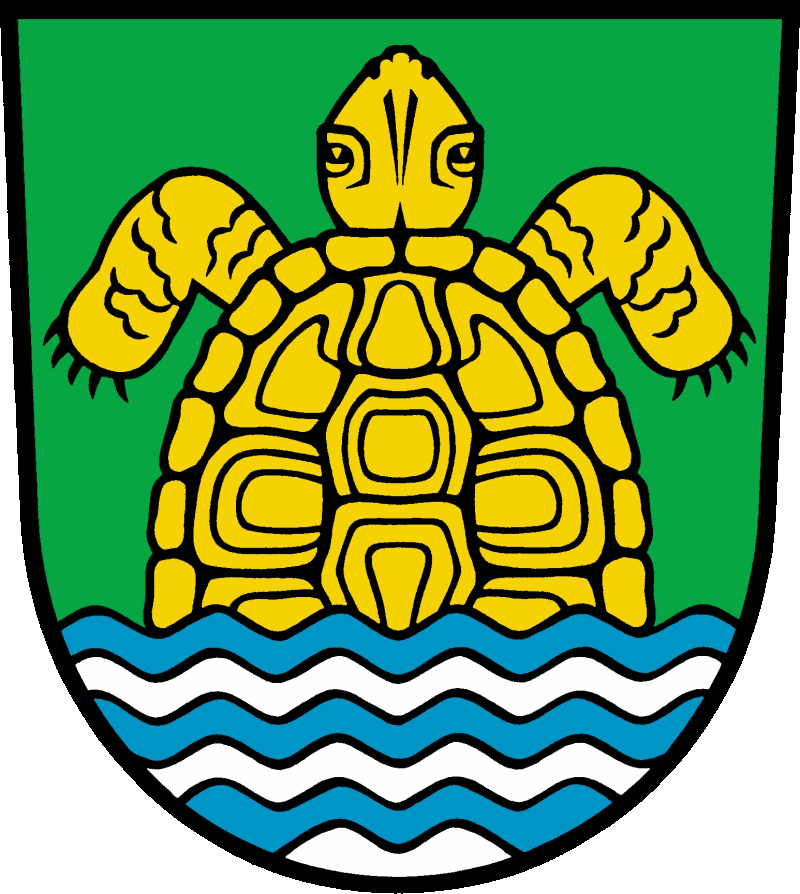
Gemeinde Grünheide (Mark)
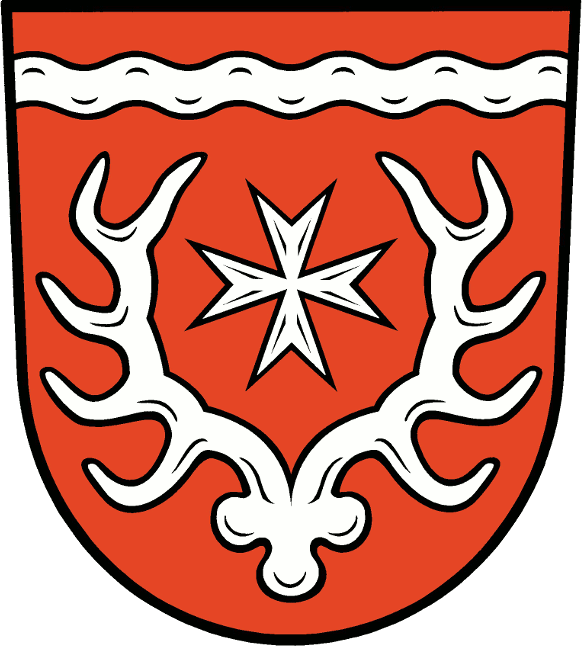
Gemeinde Grunow-Dammendorf
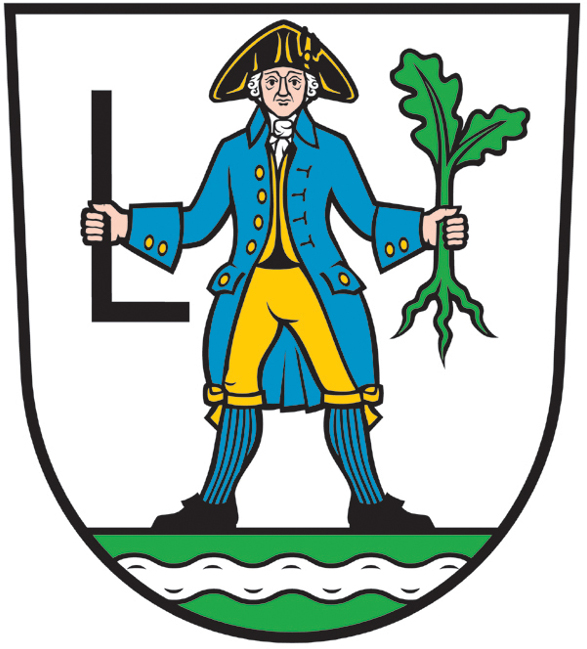
Gemeinde Langewahl (Ławjele)
Ortsteil Kagel
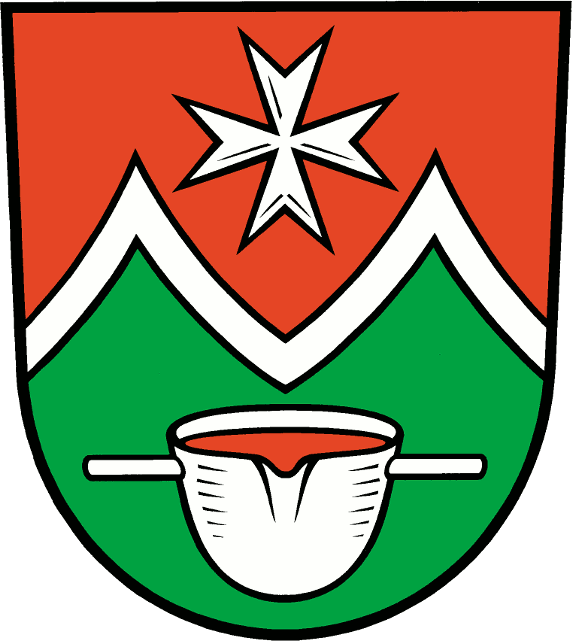
Gemeinde Steinhöfel
Stadt Müllrose (Miłoraz)
Ortsteil Schönfelde
Gemeinde Steinhöfel
Ortsteil Steinhöfel
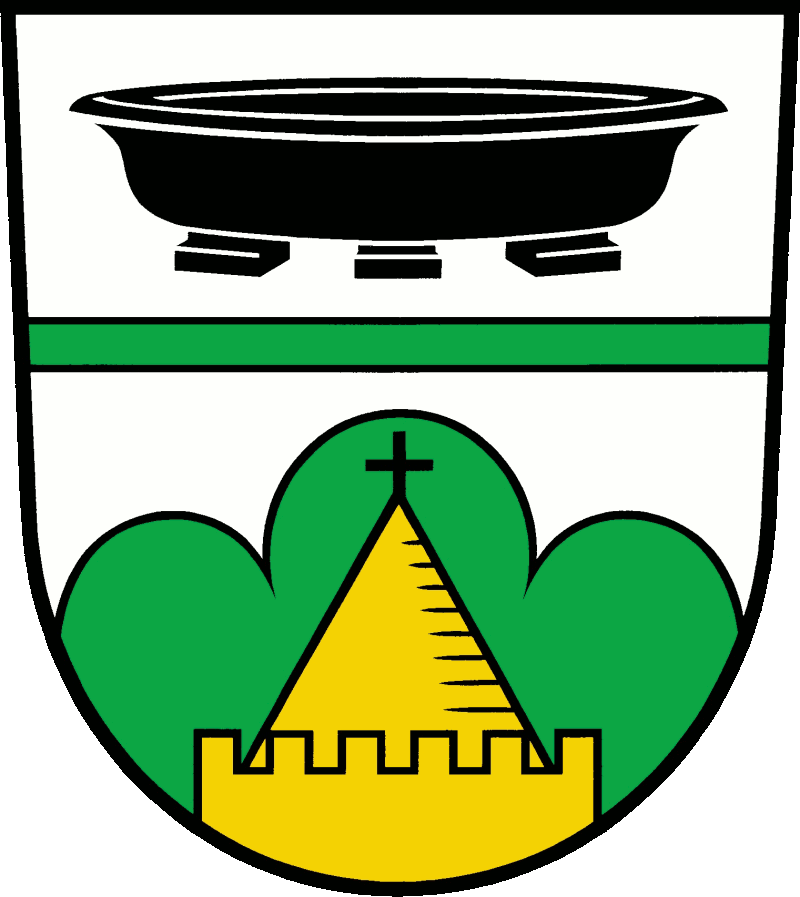
Gemeinde Steinhöfel
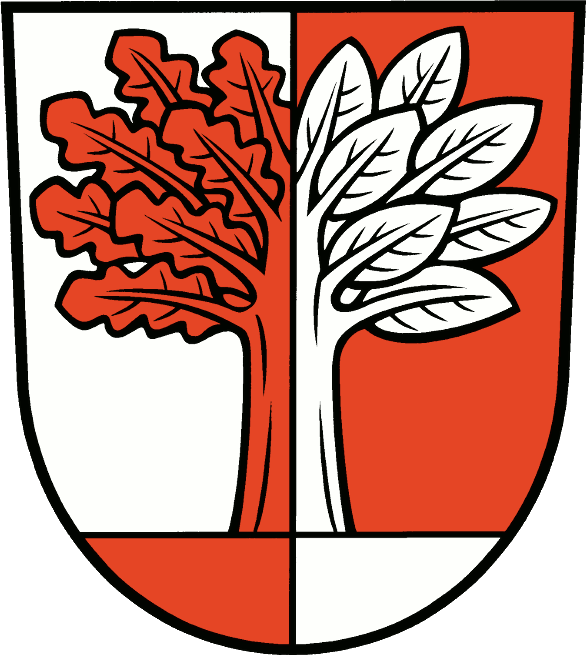
Gemeinde Rietz-Neuendorf
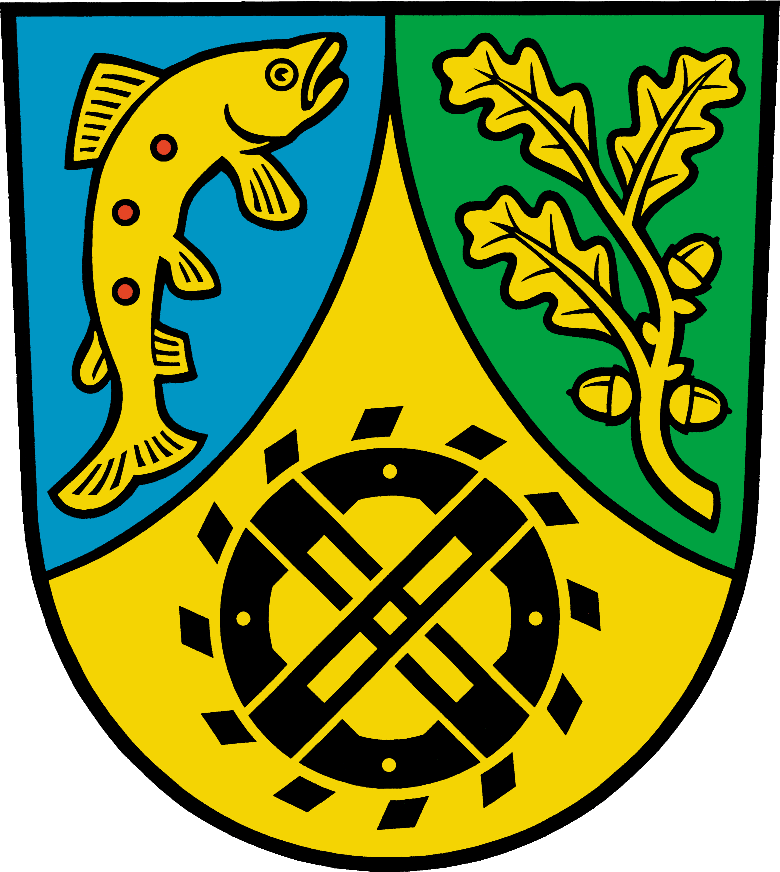
Gemeinde Schlaubetal
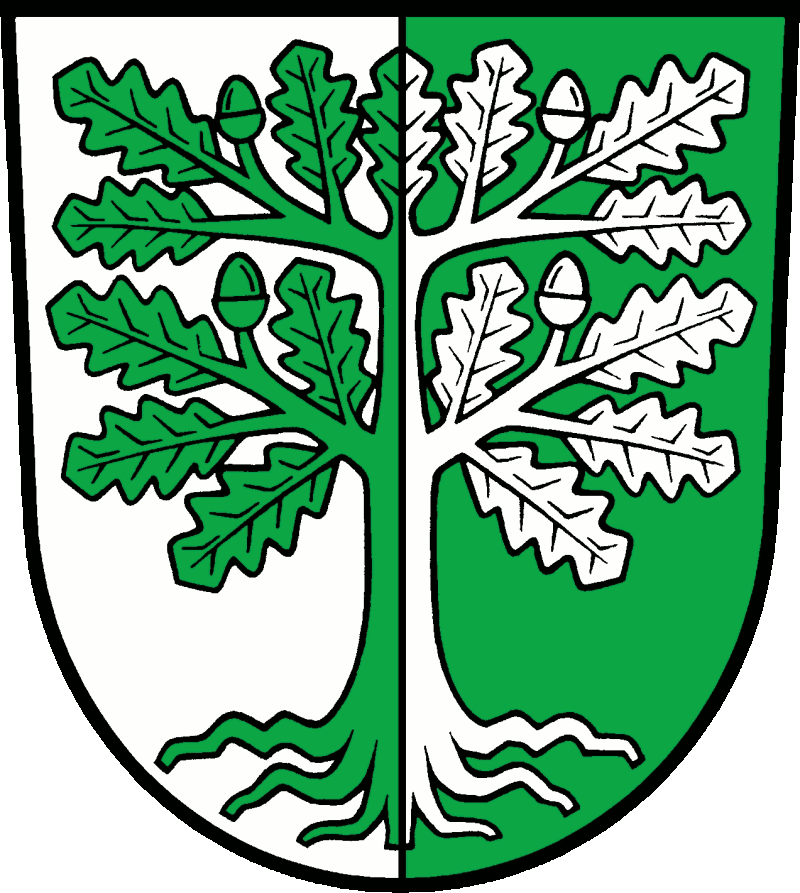
Gemeinde Schöneiche bei Berlin
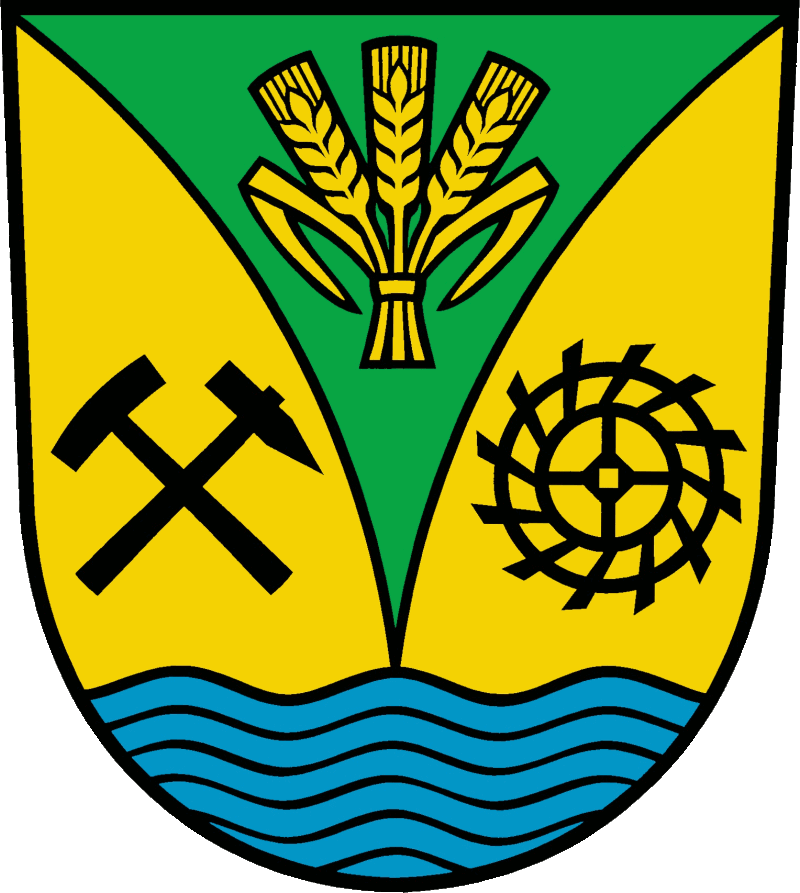
Gemeinde Siehdichum
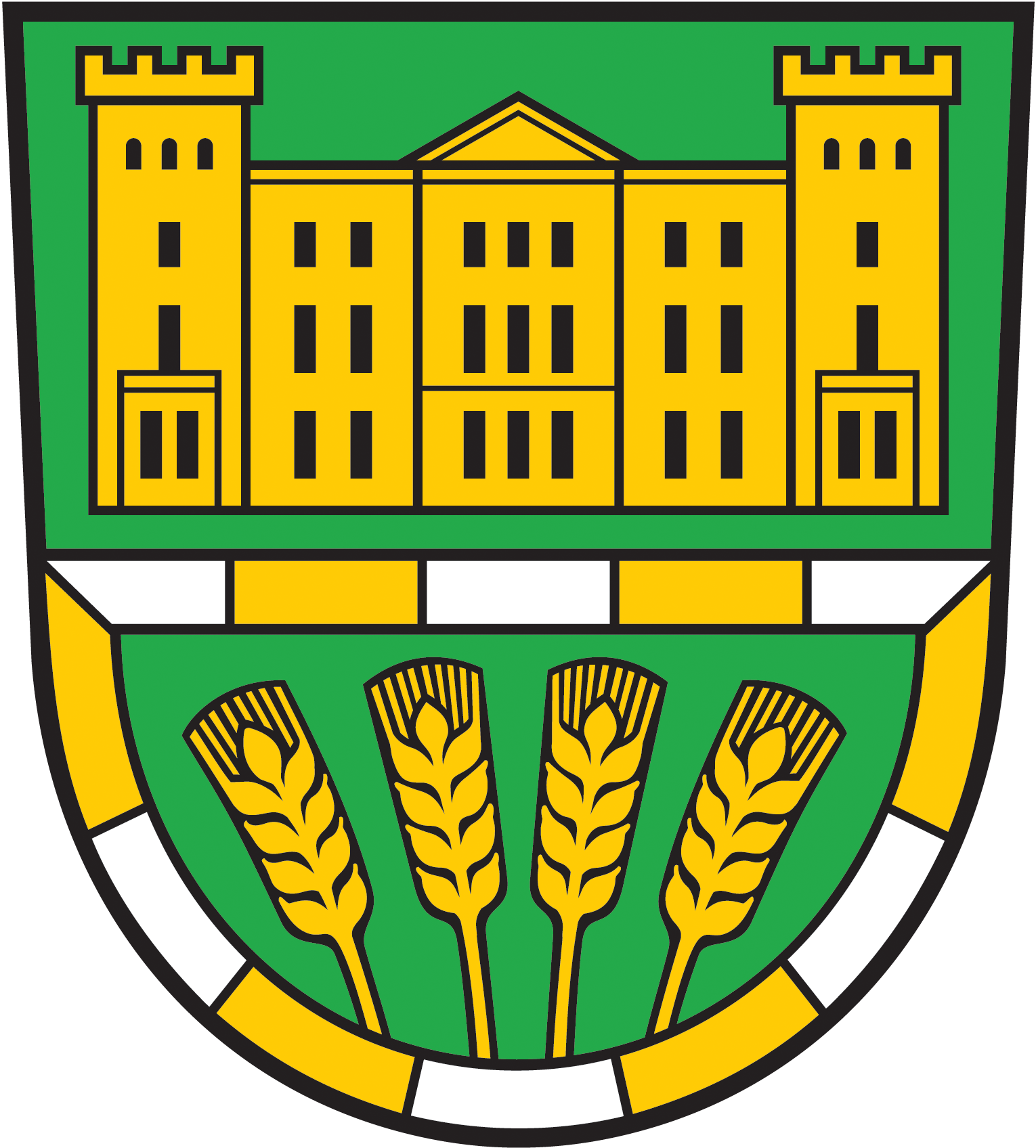
Gemeinde Steinhöfel
Stadt Storkow (Mark)
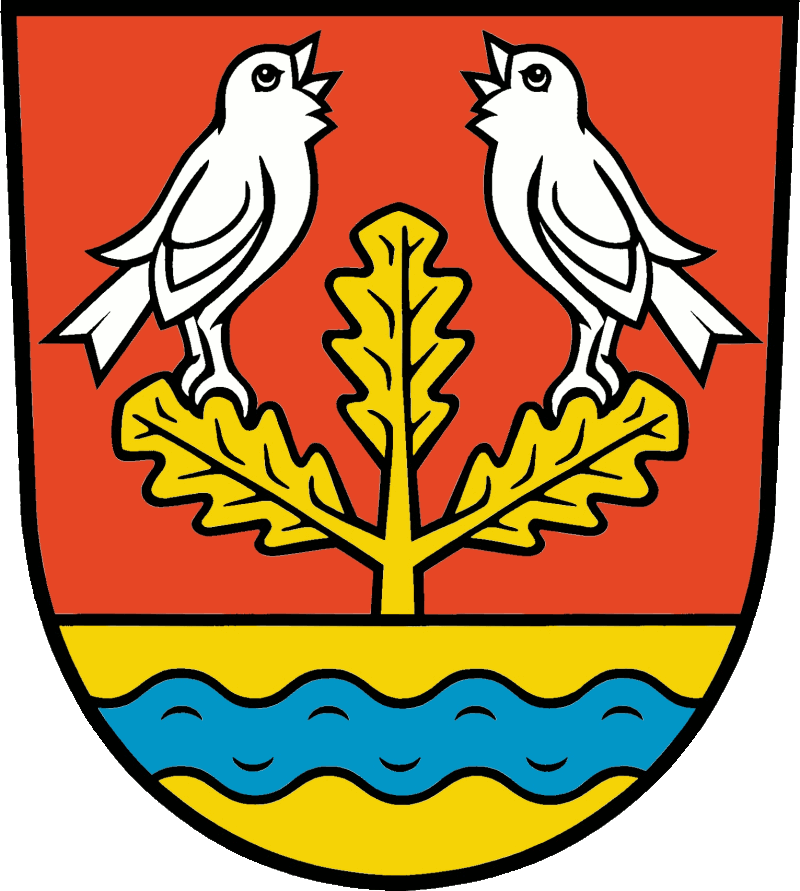
Gemeinde Vogelsang
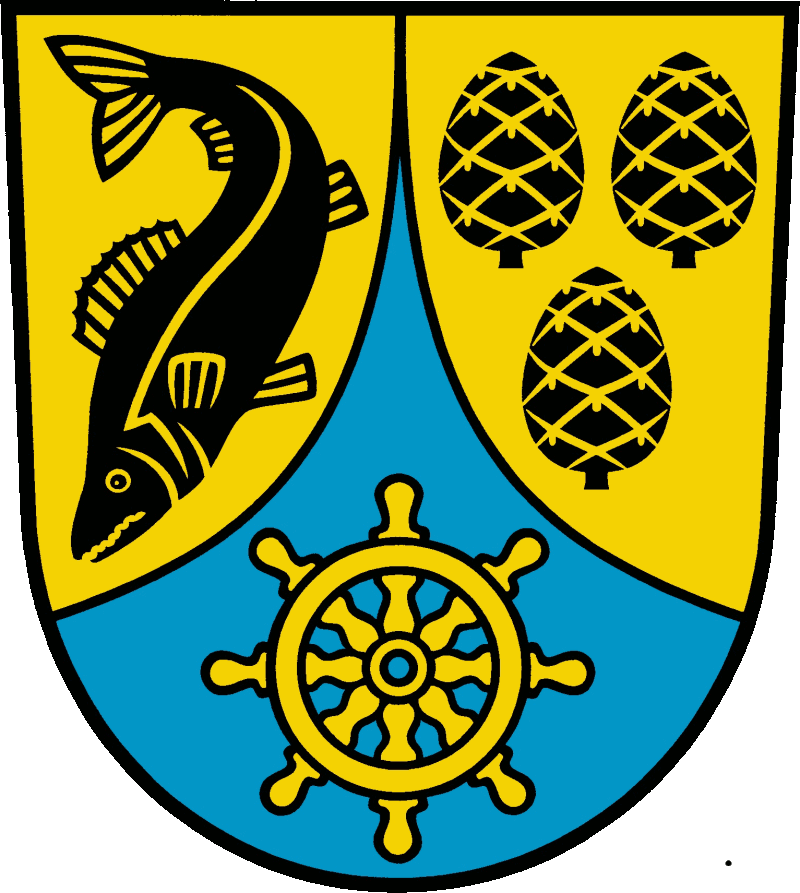
Gemeinde Wendisch Rietz (Rěc)
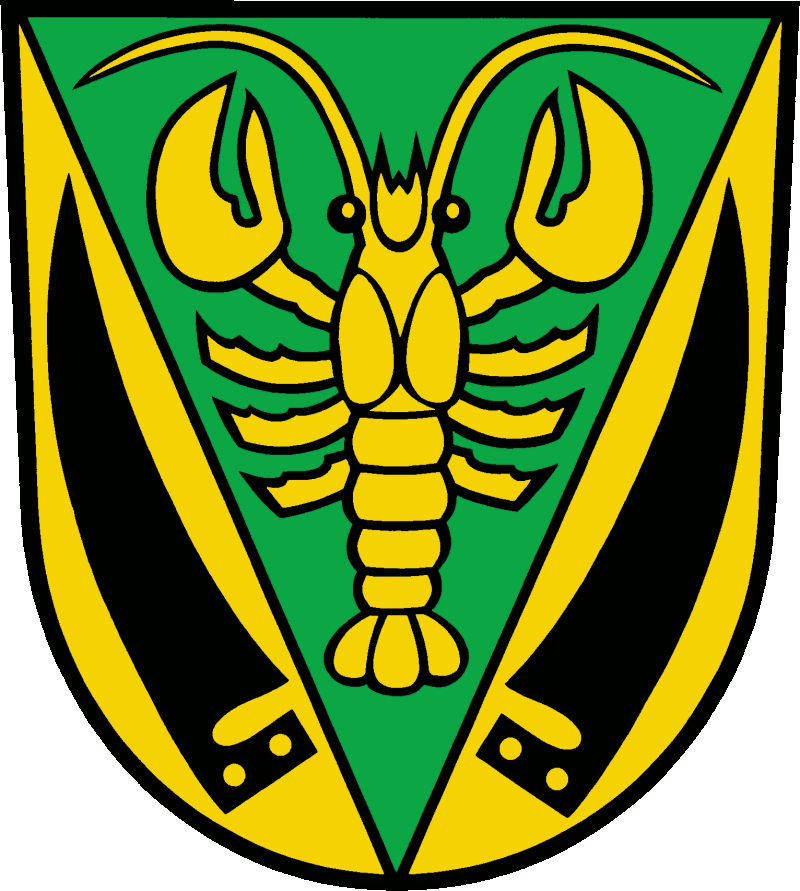
Gemeinde Wiesenau (Łuka)
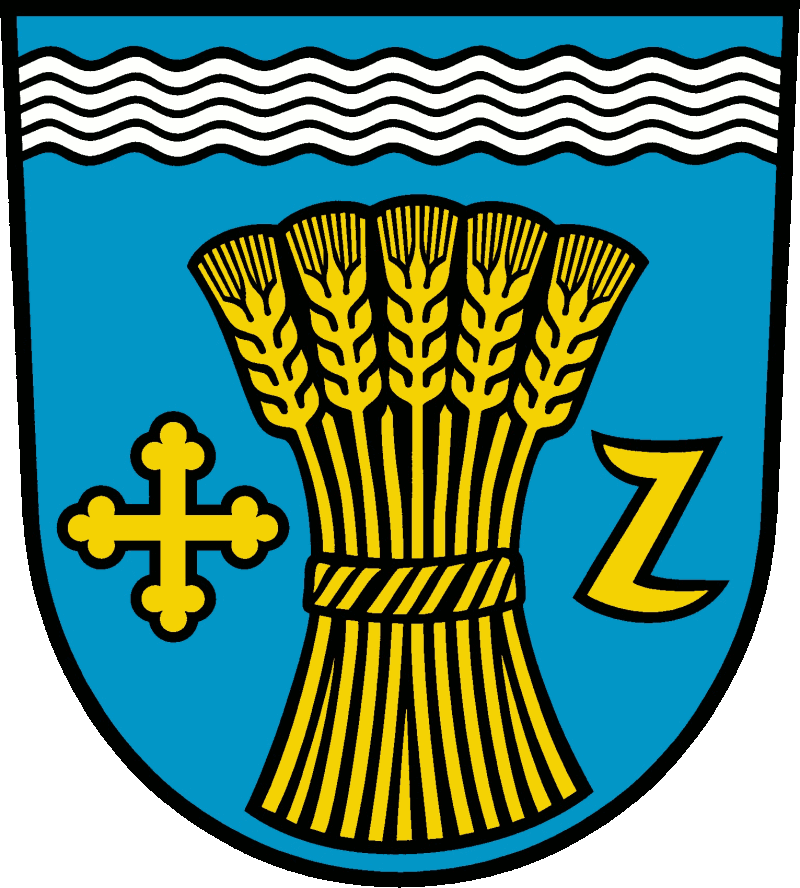
Gemeinde Ziltendorf
Ortsteil Tempelberg